# Geißen (Saara)
Geißen (amtliche Schreibweise 1939 Geissen) ist ein Ortsteil von Saara im Landkreis Greiz in Thüringen.
Geißen liegt westlich der Stadt Gera an der nach Westen führenden Landesstraße 1076 Richtung Bundesautobahn 9 mit Anschluss bei Hermsdorf. Die Gemarkung des Ortsteils ist ein kupiertes Plateau mit Hanglagen und Wald.

## Geschichte
Am 9. November 1121 wurde der Ortsteil erstmals urkundlich erwähnt. Am 1. Juli 1950 wurde Geißen mit Großsaara und Kleinsaara zur neuen Gemeinde Saara zusammengeschlossen. 180 Personen wohnen im Ortsteil.